# Wikipédia en navajo
Wikipédia en navajo (en navajo : Wikiibíídiiya Dinék'ehjí) est l’édition de Wikipédia en navajo, langue athapascane méridionale (famille des langues amérindiennes) parlée au Sud des États-Unis et au Mexique. L'édition est lancée en août 2004,. Son code est : nv.
Au 20 mars 2025, l'édition en navajo contient 22 659 articles et compte 18 960 contributeurs, dont 20 contributeurs actifs et 2 administrateurs.

## Présentation

Aire de diffusion du navajo au sein des langues athapascanes méridionales.

## Statistiques
- Le 12 mars 2015, l'édition en navajo compte 2 439 articles et 7 647 utilisateurs enregistrés, ce qui en fait la 197e[3] édition linguistique de Wikipédia par le nombre d'articles et la 176e[4] par le nombre d'utilisateurs enregistrés, parmi les 287 éditions linguistiques actives.
- Le 18 octobre 2022, elle contient 20 646 articles et compte 15 386 contributeurs, dont 19 contributeurs actifs et 2 administrateurs.
- Le 17 septembre 2024, elle contient 22 645 articles et compte 18 280 contributeurs, dont 17 contributeurs actifs et 2 administrateurs.